# Pangramma

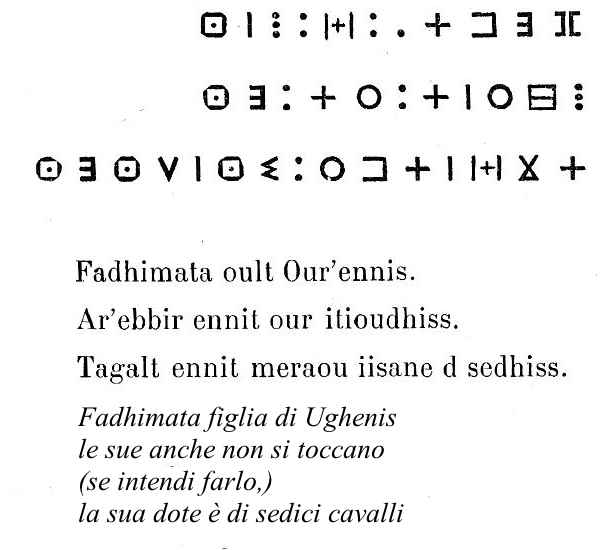
La frase mnemonica che conterrebbe l'intero alfabeto tifinagh

Un pangramma (o anche pantogramma, dal greco antico πᾶν γράμμα?, pân grámma, "tutte le lettere") è una frase di senso compiuto, la più breve possibile, in cui vengono utilizzate tutte le lettere dell'alfabeto. Si chiama pangramma eteroletterale quello in cui tutte le lettere dell'alfabeto compaiono una sola volta.

## Pangrammi in italiano
La lingua italiana permette di produrre diversi pangrammi di diversa lunghezza. Tra i più famosi troviamo:
- Qualche vago ione tipo zolfo, bromo, sodio (34 lettere)
- Ma che bel gufo spenzola da quei travi (31 lettere)[1]
- Che tempi brevi zio, quando solfeggi (30 lettere)[1]
- Qui gli ampi stronzi, bove, defechi? (29 lettere)[1]
- O templi, quarzi, vigne, fidi boschi! (28 lettere)[1]
- Pochi sforzan quel gambo di vite (27 lettere)
- Pranzo d'acqua fa volti sghembi (26 lettere)[1]

GNOME utilizza il pangramma Quel fez sghembo copre davanti (26 lettere) quando si apre un file di caratteri.
Un pangramma in italiano che include anche le lettere dell'alfabeto latino internazionale è Quel vituperabile xenofobo zelante assaggia il whisky ed esclama: alleluja!
Per la verifica delle telescriventi era abitudine utilizzare il pangramma Fabrizio ha visto Max acquistandogli juta per New York 1234567890.
Famoso è anche il pangramma eteroletterale (comprendente, cioè, tutte le lettere senza mai ripeterne neanche una) ideato negli anni ottanta da Umberto Eco: Tv? Quiz, BR, FLM, DC... Oh, spenga!

## Pangrammi in altre lingue

### Inglese

Pangramma inglese in Times New Roman

Il più famoso in lingua inglese è The quick brown fox jumps over the lazy dog, usata nei computer (e originariamente nelle telescriventi) per testare la resa grafica dei caratteri di stampa (font), ed usata anche per verificare la conoscenza del Codice Morse.
Questo pangramma è presente nel libro Scouting for Boys di Robert Baden-Powell, fondatore del movimento scout, ed è stato tradotto da Mario Sica nella versione italiana del libro, Scautismo per ragazzi, in "Ma la volpe col suo balzo ha raggiunto il quieto Fido", che utilizza tutte le lettere dell'alfabeto italiano. Il traduttore Daniele Petruccioli ha trovato un equivalente ancora più corto con il pangramma "Fu questa volpe a ghermir d’un balzo il cane".

### Tedesco

Pangramma tedesco in Helvetica

Ancora più completo è il pangramma tedesco: Zwölf Boxkämpfer jagen Viktor quer über den großen Sylter Deich (traducibile come "dodici pugili inseguono Viktor lungo la grande diga di Sylt"). Esso contiene infatti, oltre alle ventisei lettere, anche tutte le vocali con umlaut e la doppia s. Talvolta si trova anche il più semplice Victor jagt zwölf Boxkämpfer quer über den Sylter Deich, mancante però della doppia s. C'è un altro pangramma in tedesco senza nessuna delle lettere speciali Ä Ö Ü ẞ: Franz jagt im komplett verwahrlosten Taxi quer durch Bayern.

### Francese
In francese un pangramma famoso è Portez ce vieux whisky au juge blond qui fume, traducibile come "portate questo whisky vecchio al giudice biondo che fuma"; un altro pangramma contenente anche tutte le lettere accentate utilizzate nella lingua francese è Dès Noël, où un zéphyr haï me vêt de glaçons würmiens, je dîne d’exquis rôtis de bœuf au kir, à l’aÿ d’âge mûr, &cætera.

### Sloveno
In sloveno è nota la frase V kožuščku hudobnega fanta stopiclja mizar, traducibile come "nella pelliccia del ragazzo cattivo cammina piano il falegname".

### Polacco
In polacco è nota la frase Stróż pchnął kość w quiz gędźb vel fax myjń, traducibile come "Il guardiano ha spinto l'osso nel lavaggio del fax con il quiz".